# 남극선옹

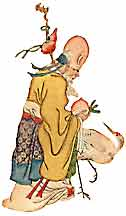

남극선옹(南極仙翁)은 도교 신화에 등장하는 선인으로, 남극노인성(南極老人星)이라고도 한다. 용골자리에서 가장 빛나는 별인 카노푸스를 의인화한 것이며, 행복과 장수의 상징으로 여겨진다.
중국의 여러 민화 및 설화의 등장 인물로, 《봉신연의(封神演義)》 등에 등장하기도 한다.

## 개요
중국의 여러 민속화에 등장하며, 흰 사슴을 곁에 둔 길다란 흰 수염을 기른 노인으로 묘사된다. 중국 이외에도 동아시아 여러 국가들의 민화 및 설화에 등장하며, 일본의 칠복신(七福神)에 영향을 주었다.

## 봉신연의에서의 남극선옹
곤륜산(崑崙山) 옥허궁(玉虛宮)의 주석 선인으로, 원시천존(元始天尊)을 보좌하는 선인의 우두머리이다. 실질적인 강자아(姜子牙)의 스승이며, 원시천존의 명을 받아 천교(闡敎)와 관련된 여러 가지 임무를 수행한다.